# کشش بریانت
کشش بریانت یا کشش براینت (انگلیسی: Bryant's traction) نوعی کشش ارتوپدی است. از این نوع کشش، در کودکانِ دچار شکستگی‌های استخوان ران یا مبتلایان به اختلالات مادرزادی استخوان لگن استفاده می‌شود. هر دو پای بیمار با یک زاویه قائمه و در حالی که مفاصل لگن و زانو اندکی خم شده‌اند، از بالا آویزان و معلق می‌شوند. ظرف چند روز، با استفاده از یک سیستم قرقره‌ای، مفاصل لگن به سمت بیرون حرکت داده می‌شود. وزنِ بدنِ بیمار، همچون یک نیروی مخالف این کشش عمل می‌کند.